# كناري أسود الوجه
كناري أسود الوجه أو رقاح أسود الوجه (الاسم العلمي Crithagra capistratus)، طائر من الرقاح وفصيلة الشرشوريات. موطنه أنغولا وبورندي وجمهورية الكونغو وجمهورية الكونغو الديمقراطية والغابون وزامبيا. موائله الطبيعية أراضي الغابات الرطبة المنخفضة الشبه الاستوائية أو المدارية وأراضي الأشجار القمئية الشبه الاستوائية أو المدارية. كان يُصنف سابقًا ضمن جنس النغر.